# Martino Bernardini
Martino Bernardini (Lucca, 2 febbraio 1487 – Lucca, 28 novembre 1568) è stato un mercante e nobile italiano.

## Biografia
Martino Bernardini nacque nel 1487 da Martino e da Caterina, figlia naturale di Iacopo da Ghivizzano.
Nel 1519 sposò Margherita Guinigi, figlia di Michele Guinigi, e da lei ebbe cinque figli: due maschi, Cesare e Iacopo, e tre femmine, Faustina, morta in tenera età, Felice, che sposò Vincenzo Mei, ed infine Caterina, moglie prima di Martino Gigli e in seguito di Benedetto Buonvisi.
Tra il 1517 e il 1523, fece costruire Palazzo Bernardini, affacciato sull'omonima piazza. 

### La congiura dei Poggi
Nel 1521 restò vacante il posto da rettore nella chiesa di S. Giulia e, visto i benefici ecclesiastici che quella posizione assegnava, ci fu una grande contesa: da una parte il vicario Lionello Cybo, sostenuto dal Bernardini, e dall'altra un appartenente alla famiglia Diodati, appoggiato dalla famiglia Arnolfini. 
Quando il protonotario apostolico Bartolomeo Arnolfini riuscì ad ottenere dalla Curia il breve di possesso della chiesa ed a inserire un suo procuratore, la famiglia Poggi, sostenitori del Cybo, si rivoltarono ferocemente, mettendo in pericolo la pace della città.
I Poggi uccisero il gonfaloniere Girolamo Vellutelli e assalirono, in seguito, la casa degli Arnolfini. Dopo questo episodio, il Bernardini si ritirò dalla contesa, condannando le azioni dei Poggi e gli eventi non più pacifici. 
Nel 1522 la rivolta fu sedata e Bernardini prese parte all'eliminazione dei restanti focolai rivoltosi. Nel 1524 fu assegnato ad una magistratura straordinaria, che aveva il compito di placare il duca D'Albany che, a capo delle truppe francesi, stava saccheggiando le campagne lucchesi.

### La rivolta dei tessitori
Nel 1530 ci fu una crisi economica della produzione serica, attività commerciale primaria della città di Lucca, e l'aristocrazia mercantile dette la colpa agli artigiani tessitori. Per fronteggiare questa crisi, si decise di nominare una commissione con il compito di riorganizzare tutto il settore serico. Tuttavia, i tessitori si opposero e iniziarono a protestare contro l'aristocrazia. Il Bernardini si mise dalla loro parte e riuscì ad ottenere dal Consiglio l'accettazione delle loro richieste. 
Ciò nonostante, si sparse la voce che in realtà il Consiglio voleva punire i capi artigiani e per questo motivo la protesta si trasformò in una feroce rivolta. Questa si ripercosse sul ceto dirigente che iniziò a sgretolarsi, mentre il Bernardini cercava in tutti i modi di mantenere calma la situazione, tentando di riconciliare, insieme ad altri, i due partiti in lotta. La questione si risolse nel 1531, quando la parte aristocratica schiacciò con la forza quella popolare. 
Dal 1532 il Bernardini si allontanò dalla vita politica, accettando impieghi minori come l'ordinamento dei documenti e degli atti riguardanti la giurisdizione e i diritti del Comune di Lucca. Inoltre, in questi anni, il patrimonio immobiliare della famiglia crebbe sempre di più grazie agli investimenti fondiari, che permisero la costruzione di ville nelle campagne lucchesi. 
Durante la seconda metà del Cinquecento, la crisi religiosa colpì anche il Bernardini. Infatti, nel 1555 la figlia Felice, convertita alla fede dei riformati, insieme al marito Vincenzo Mei, che nel 1547 perse tutti i suoi beni, decise di partire per trasferirsi a Ginevra. Il Bernardini accolse suo nipote Emilio, il quale era stato lasciato a Lucca per la sua sicurezza, e fece di tutto per ricostituirgli il patrimonio perso. L'anno dopo morì il figlio Cesare, lasciando il figlio naturale Annibale alle cure del nonno paterno. 

### La Legge Martiniana
Divenuto nel 1556 Gonfaloniere del Collegio decemvirale, Bernardini decise di sospendere le leggi vigenti e di riformare lo Stato in senso aristocratico. Nello stesso anno emanò la Legge Martiniana, che prevedeva l'esclusione dalle cariche politiche e civili ai nati da padre forestiero e stabiliva molte limitazioni alle responsabilità politiche e civili per i cittadini del contado.
Morì il 28 novembre del 1568 a Lucca.